# Подземная баня (Ичери-шехер)
Подземная баня (азерб. Yeraltı hamam) — хамам (баня), расположенный на улице Большая Крепостная (Бёюк Гала), недалеко от крепостных ворот в бакинском квартале Ичери Шехер.

## Описание
Помещения бани расположены ниже уровня земли, что является типичным для бакинских бань. Это помогало поддерживать постоянный температурный режим. На поверхности земли находились 2 купола, с отверстиями для проникновения света. Вход в баню находился в южной части.
Баня состоит из нескольких комнат и двух восьмиугольных залов. Во время археологических работ были сделаны предположения о том, что в первом зале, находящемся у входа, посетители переодевались, а второй зал был купальней.
При строительстве был использован камень гюльбах, один из видов аглая. Для изоляции использовался строительный раствор на основе глины и известняка.

## История
Баня была построена предположительно в начале XVII века. В тот период было распространено строительство бань у входов в город, чтобы караваны и путники могли помыться перед въездом в город.
После завоевания Баку российскими войсками в 1806 году, на территории бани расположилась военная комендатура. Сама баня была засыпана землёй, а купола были снесены.

### Раскопки и восстановительные работы
Часть бани была очищена в 2015 году, в ходе археологических раскопок вокруг Парных крепостных ворот (Гоша Гала). Вся баня, за исключением нескольких комнат с обрушившимися сводами, сохранилась в относительно хорошем состоянии, но из-за опасности обрушения, изучение бани продолжилось только после укрепления стен в 2016 году.
Во время раскопок были найдены светильники, части глиняных кувшинов, монеты Бакинского и Шемахинского ханств и Российской империи, пули, пуговицы с мундиров и другие предметы относящиеся в основном к XVIII-XX векам. Среди находок был бронзовый нательный складень с тремя православными иконами. На центральной иконе был изображён святой Николай Угодник, на других Мария, Григорий, Василий, Сергей и другие святые. Часть этих находок могла попасть сюда вместе с землёй, привезённой для засыпки бани.
В 2018-2020 гг. в бане проводились работы по консервации и реставрации. Работами руководила австрийскай компания "Atelier Erich Pummer".

## Галерея
- Восстановленные купола бани
- Баня изнутри